# Гамкрелидзе, Давид Ираклиевич
Дави́д Ира́клиевич Гамкрели́дзе — грузинский политический деятель, лидер политического объединения «Новые правые» с 2003 по 2012 года. В 2000—2003 годах был сопредседателем этого объединения. Дважды избирался депутатом парламента Грузии: в 1999 и 2004 годах. С 2004 года является руководителем парламентской фракции «Правая оппозиция», в 2001—2004 годах был руководителем фракции «Новые правые». В 1990—1999 годах занимал пост президента страховой компании «Алдаги». В январе 2008 года баллотировался на пост президента Грузии и занял пятое место.

## Биография
Гамкрелидзе родился 2 апреля 1964 года в городе Тбилиси. В 1981 году закончил тбилисскую среднюю школу № 55. В 1982 году поступил на педиатрический факультет Тбилисского государственного медицинского института, окончил его в 1988 году, получив специальность «врач-педиатр». Во время учёбы являлся стипендиатом премии имени И. Тархнишвили.

### Политическая карьера
В 1989—1990 годах Гамкрелидзе был председателем Молодёжной христианско-демократической ассоциации Грузии. В 1990 году стал одним из основателей и президентом страховой компании «Алдаги». Занимал пост президента компании до 1999 года. Одновременно в 1998—1999 годах был депутатом Тбилисского городского совета (сакребуло). В 1999 году был избран депутатом парламента Грузии от «Союза граждан Грузии», поддерживавшего президента Эдуарда Шеварднадзе.
В 2000 году Гамкрелидзе возглавил парламентскую «новую фракцию», отколовшуюся от «Союза граждан Грузии». В июне того же года на базе фракции было создано политическое объединение «Новые правые». Ядро новой структуры составили молодые бизнесмены, перешедшие в оппозицию к Шеварднадзе. Председателем объединения стал депутат и коммерсант Леван Гачечиладзе, сопредседателями — Гамкрелидзе и Ираклий Батиашвили. В сентябре 2000 года Гамкрелидзе также стал руководителем парламентской фракции «Новые правые».
В декабре 2001 года в СМИ упоминалось о том, что в отношении ранее возглавляемой Гамкрелидзе «Алдаги» было возбуждено уголовное дело. Отмечалось, что возбуждение дела инициировал Бадри Бицадзе — главный военный прокурор Грузии и муж спикера грузинского парламента Нино Бурджанадзе. Сотрудники компании подозревались в присвоении финансовых средств Министерства обороны. Обсуждение этого скандала совпало с назначением Бицадзе заместителем генерального прокурора Грузии. Гамкрелидзе и «Новые правые» усмотрели в этом назначении формирование «новых семейных кланов» во властных структурах и потребовали отставки либо Бицадзе, либо Бурджанадзе. В свою очередь Бицадзе связал возмущение депутатов с возбуждением дело против «Алдаги». При этом замгенпрокурора назвал требования депутатов «политическим заказом».
В октябре 2002 года Гамкрелидзе создал и возглавил неправительственную организацию «Грузия в НАТО». Впоследствии он также занимал пост представителя парламента Грузии в Парламентской ассамблеи стран НАТО.
В июне 2003 года Гамкрелидзе сменил Гачечиладзе на посту лидера «Новых правых». Как отмечали наблюдатели, в ноябре 2003 года под руководством Гамкрелидзе «Новые правые» не поддержали «революцию роз» — бескровный государственный переворот, приведший к отстранению от власти Шеварднадзе. Это стало поводом для разногласий между Гамкрелидзе и симпатизировавшим революции Гачечиладзе. В итоге последний вскоре покинул объединение. Несмотря на это, «Новые правые» поддержали действия нового президента Михаила Саакашвили по свержению Аслана Абашидзе в Аджарии. На парламентских выборах в марте 2004 года «Новые правые» вместе с движением «Промышленность спасёт Грузию» набрали 7,96 процента голосов. В парламенте Гамкрелидзе возглавил фракцию «Правая оппозиция» и стал членом комитета по обороне и безопасности.
По данным СМИ, Гамкрелидзе находился в умеренной оппозиции к Саакашвили. Он не вошёл в объединённую оппозицию, созданную в сентябре 2006 года активными критиками грузинского президента, в том числе лидером партии «Путь Грузии» и экс-главой грузинского МИД Саломе Зурабишвили, главой партии «Свобода» Константином Гамсахурдия и бывшим госминистром Грузии по урегулированию конфликтов Георгием Хаиндравой. В начале ноября 2007 года Гамкрелидзе отказался участвовать в серии организованных объединённой оппозицией массовых митингов, участники которых требовали отставки Саакашвили, проведения досрочных парламентских выборов и освобождения политзаключённых. Несмотря на это Гамкрелидзе осудил разгон очередного митинга спецназом утром 7 ноября. По некоторым данным, Гамкрелидзе даже присоседился к митингующим, когда в тот же день те попытались собрать новый митинг.
8 ноября 2007 года Саакашвили объявил о проведении 5 января 2008 года досрочных президентских выборов. Гамкрелидзе сразу же сообщил о своём намерении участвовать в них. При этом он назвал решение президента хорошим и заявил, что готов принять этот вызов. По мнению экспертов, Гамкрелидзе сможет отнять часть голосов у кандидата от объединенной оппозиции Левана Гачечиладзе. 7 декабря 2007 года Гамкрелидзе был официально зарегистрирован в качестве кандидата в президенты. Всего ЦИК зарегистрировал семь кандидатов. Таким образом, помимо Гамкрелидзе, участниками президентских выборов стали: Саакашвили от правящего «Единого национально движения», Гачечиладзе от объединённой оппозиции, Шалва Нателашвили от Лейбористской партии, коммерсант Бадри Патаркацишвили от инициативной группы, Гия Маисашвили от Партии будущего и Ирина Саришвили-Чантурия от политического движения «Надежда». Первоначально желание участвовать в выборах высказывали 22 человека. Часть из них добровольно сняла свои кандидатуры, другая часть не смогла собрать необходимое число подписей сторонников. На прошедших в январе 2008 года выборах победу уже в первом туре одержал Саакашвили, набравший 53,47 процента голосов. Гамкрелидзе набрал 4,2 процента и занял пятое место. В том же году он участвовал в парламентских выборах, набрав 48,61 % голосов в Вакийском районе Тбилиси, однако отказался от мандата вместе с другими оппозиционерами, мотивировавшими это решение нарушениями избирательного законодательства.
После войны в Грузии в августе 2008 года, приведшей к тому, что Россия признала независимость Абхазии и Южной Осетии, Гамкрелидзе стал одним из главных инициаторов досрочных президентских выборов в Грузии. Он возложил вину за развязывание войны и её последствия лично на Саакашвили, заявив, что именно президент принимал решение о применении силы и «ответственен за то, что диалог с Сухуми и Цхинвалом стал невозможен или — в лучшем случае — отдалился на неопределённое время». В декабре 2008 года Гамкрелидзе и лидер «Республиканской партии» Давид Усупашвили официально оформили соглашение о политическом альянсе, заявив, что главной его целью станет вывод страны из политического, экономического и военного кризиса путём «смены власти» в результате свободных и справедливых выборов. Лидеры нового альянса подтвердили свою готовность сотрудничать с другими политическими силами в рамках широкой коалиции. Весной 2009 года Гамкрелидзе принимал участие в митингах на улицах Тбилиси. Оппозиционное объединение «Альянс для Грузии» распалось летом 2010 года, просуществовав 15 месяцев.
В октябре 2012 года «Новые правые» проиграли выборы в парламент Грузии, после чего Гамкрелидзе заявил о том, что он покидает пост председателя партии и прекращает политическую карьеру.

### Прочая деятельность. Личная жизнь
Гамкрелидзе — член совета директоров исследовательского центра «Партнёрство ради социальных инициатив», Ассоциации страхования Грузии и Кавказской школы бизнеса. Кроме грузинского владеет русским и английским языками.
Гамкрелидзе женат. Его супруга Марина Мадич — врач, сотрудник «Центра по менеджменту человеческих ресурсов». У них есть двое детей: сын Ираклий, студент, и дочь Нинука Гамкрелидзе, учащаяся французской спецшколы имени Антуана де Сент-Экзюпери в Тбилиси. Гамкрелидзе играет в теннис, любит плавание, увлекается лыжным и конным спортом.